# Amtsgericht Straubing

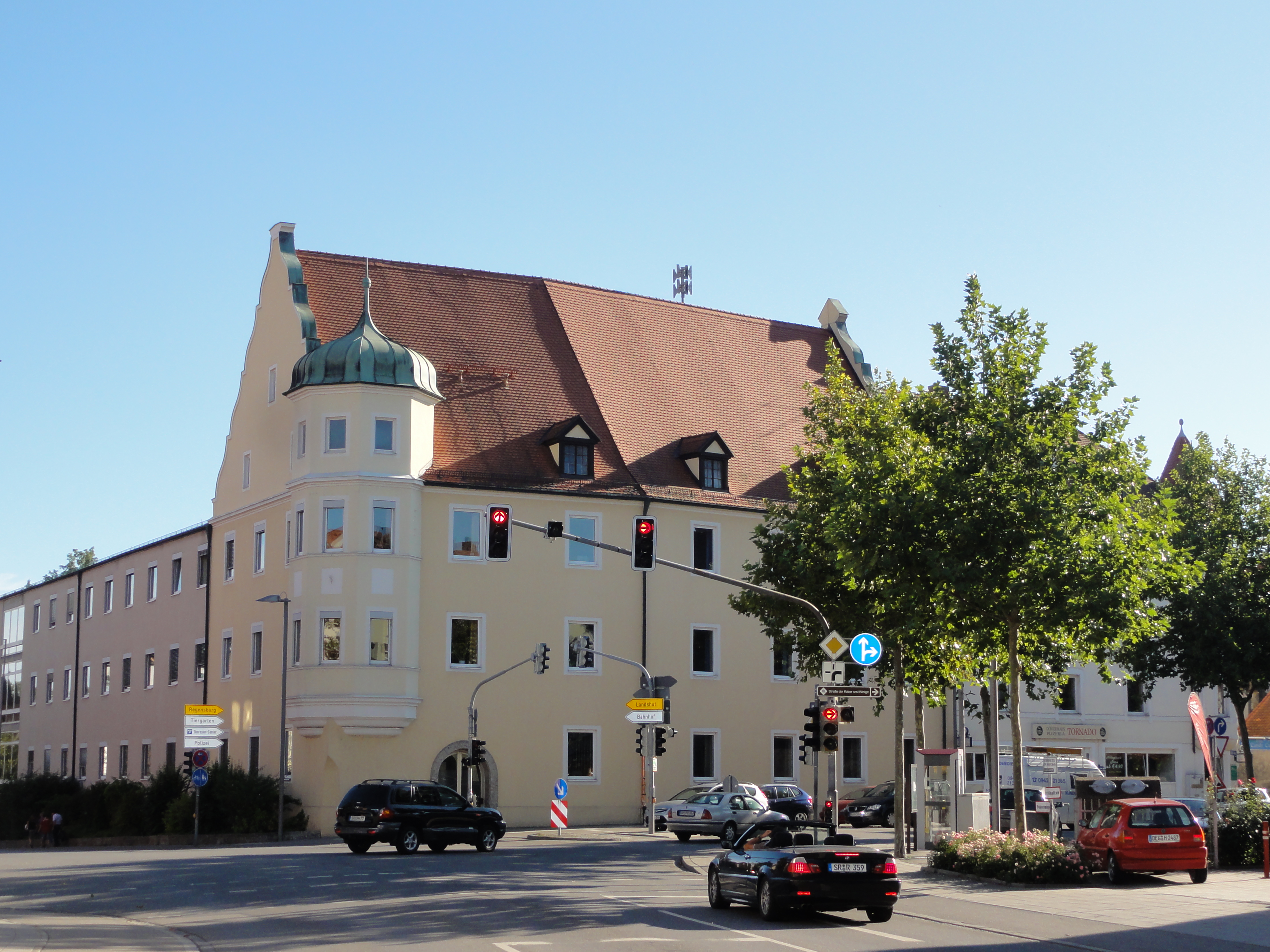
Dienstgebäude (2011)

Das Amtsgericht Straubing ist ein Gericht der ordentlichen Gerichtsbarkeit sowie eines von 73 Amtsgerichten in Bayern. Es besteht aus zwei Gebäuden, dem Hauptgebäude in der Kolbstraße 11 sowie einem Nebengebäude in der Kolbstraße 7 in Straubing.

## Geschichte
Seit Gründung der Stadt durch den bayerischen Herzog Ludwig den Kelheimer im Jahre 1218 war Straubing vom 13. Jahrhundert bis zum Ende des 18. Jahrhunderts, aufgrund der Verbundenheit zum Landesherren, ständiger Sitz des Vitztum, welcher Stellvertreter des Landesherren war. Das Vitztumamt übte die herzögliche und ab 1623 die churfürstliche Staatsgewalt aus. Es hatte nicht nur den Aufgabenbereich eines Gerichts, sondern auch einer Verwaltungsbehörde sowie einer Finanzbehörde. Zeitweilig waren dem Amt 23 Gerichte aus der Oberpfalz und Niederbayern untergeordnet. Von 1802 bis 1808 war Straubing auch Sitz eines der beiden churfürstlichen und ab 1806 königlichen Hofgerichte und somit eine der zentralen Justiz- und Verwaltungsbehörden in Bayern. Die andere Stadt, die diesen Status innehatte, war München. 
Straubing verlor seine Stellung als Gerichts- und Regierungsstadt durch die Gebietsreform im Königreich Bayern ab dem Jahre 1840. Ohnehin war es von 1808 bis 1840 nur noch Appellationsgericht gewesen.
Ab 1879 war Straubing wieder Sitz eines – zunächst königlich bayerischen – Landgerichts, welches sechs Amtsgerichte umfasste. Dieses wurde 1932 wieder aufgelöst, sodass die Stadt seitdem nur noch Sitz des Amtsgerichts ist. Durch die Reform der Gerichtsorganisation im Jahre 1973 erhielt der Zuständigkeitsbereich durch Übernahme der Zuständigkeit der zeitgleich aufgelösten Amtsgerichte Bogen und Mitterfels und Teilen des Amtsgerichts Mallersdorf seinen heutigen Umfang.

## Zuständigkeitsbereich
Der Amtsgerichtsbezirk umfasst das Gebiet der kreisfreien Stadt Straubing und des Landkreises Straubing-Bogen. Etwa 145.000 Menschen leben in diesem Bezirk.
Folgende Verfahren werden am Amtsgericht Straubing verhandelt:
- Zivilprozesssachen mit einem Streitwert bis zu 5.000 € (Mietsachen ohne Streitwertbegrenzung)
- Wohnungseigentumssachen
- Straf- und Bußgeldsachen
- Familiensachen
- Betreuungssachen
- Nachlasssachen
- Grundbuchsachen
- Handels-, Vereins- und Güterrechtsregistersachen
- Zwangsversteigerungs-, Zwangsverwaltungs- und Insolvenzsachen
- Zwangsvollstreckungssachen in das bewegliche Vermögen

## Beschäftigte
Insgesamt sind zurzeit 14 Richter, 19 Rechtspfleger, acht Gerichtsvollzieher, 23 Beamte im mittleren Justizdienst, 22 Justizangestellte, sieben Justizwachtmeister und 18 Auszubildende am Amtsgericht Straubing beschäftigt (Stand: 1. Januar 2012).

## Übergeordnete Gerichte
Dem Amtsgericht Straubing ist das Landgericht Regensburg übergeordnet, welchem wiederum das Oberlandesgericht Nürnberg übergeordnet ist.